# Justin Fashanu
Justinus Soni ("Justin") Fashanu (Hackney, 19 februari 1961 – Shoreditch, 2 mei 1998) was een Brits profvoetballer van Nigeriaanse afkomst.

## Biografie
Fashanu was de zoon van een in Engeland wonende Nigeriaanse advocaat. Na de scheiding van zijn ouders werden hij en zijn jongere broer John, die later eveneens een Brits prof-voetballer zou worden, in een 'Barnardo Home' geplaatst. Toen Justin zes jaar oud was werd hij met zijn jongere broer geadopteerd door Alf en Betty Jackson uit Attleborough, Norfolk, waar de broers hun jeugd doorbrachten.
Fashanu maakte in 1979 op achttienjarige leeftijd zijn professionele debuut voor Norwich City. In 1980 won hij de 'BBC Goal of the Season-award' voor een spectaculair doelpunt tegen Liverpool.
Hij was de eerste zwarte speler in Groot-Brittannië die een miljoen pond ging verdienen toen hij in 1981 tekende bij Nottingham Forest. Geruchten over zijn bezoeken aan gay-nachtclubs en gay-bars brachten hem in conflict met de trainer, Brian Clough, die hem "a bloody poof!" (="een vuile flikker!") noemde. Een knieblessure had eveneens invloed op zijn carrière. Desondanks speelde hij bij diverse clubs, zoals Manchester City en Newcastle United.
Tijdens een interview in 1990 kwam hij er publiekelijk voor uit dat hij homoseksueel was. Hiermee was hij de eerste profvoetballer in de Britse historie die voor zijn homoseksualiteit uitkwam. Veel van zijn vroegere collega's vielen over hem heen. Ook zijn broer sprak zijn afkeer uit.

Als gevolg van de controverse die zijn ontboezeming veroorzaakte, verliet hij Nottingham Forest. Hij speelde vervolgens bij een aantal Engelse league clubs. Ook speelde hij in Schotland. Als gevolg van antihomo-spreekkoren verliet hij in 1994 het profvoetbal.
In de herfst van 1995 speelde hij voor een korte periode bij het Amerikaanse Atalanta Ruckus. Hierna zette hij definitief een einde achter zijn carrière als voetballer. Hij werd trainer van Mary Mania Club, eveneens in de VS.
Op 25 maart 1998 deed een zeventienjarige jongen aangifte bij de politie. Fashanu zou hem seksueel misbruikt hebben na hem dronken te hebben gevoerd. Op 3 april van dat jaar werd Fashanu ondervraagd, maar niet gearresteerd. Hij verklaarde dat hij door de jongeman werd gechanteerd en keerde terug naar Engeland.
Toen het nieuws van het vermeende misbruik bekend werd, schreef de pers dat in Amerika een arrestatiebevel tegen Fashanu was uitgevaardigd. Op 2 mei 1998 pleegde Fashanu, na een bezoek aan gay-sauna Chariots Roman Spa, zelfmoord door zich op te hangen in een garage. Hij liet een zelfmoordbriefje achter waarin hij ontkende de jongen te hebben aangerand.
In september 1998 werd bekend dat de Amerikaanse politie het onderzoek reeds had gestaakt wegens gebrek aan bewijs; er was nimmer sprake geweest van een arrestatiebevel.

## Clubs
- 1978-1981: Norwich City
- 1981-1982: Nottingham Forest
- 1982: Southampton
- 1982-1985: Notts County
- 1985: Brighton en Hove Albion
- 1986-1988: Newcastle United
- 1989: Manchester City
- 1989: West Ham United
- 1990: Leyton Orient
- 1991-1993: Torquay United
- 1993: Airdrieonians
- 1993: Heart of Midlothian